# ユークス
株式会社ユークス（英: YUKE'S Co.,Ltd.）は、日本の大阪府堺市堺区に本社を置くゲーム会社。コンピュータエンターテインメント協会正会員。コーポレートスローガンは「FUTURE MEDIA CREATORS」。
「闘魂烈伝」シリーズといったプロレスゲームの開発で知られている一方、『デジボク地球防衛軍』や『鬼滅の刃 ヒノカミ血風譚』といった作品にも開発（または開発協力）として参加している。
新日本プロレスやWWEなどのプロレスに関するDVDソフトの発売も手がけている。また、かつては新日本プロレスの親会社であった。

## 概要
創業者の谷口行規は元々コンパイルにて『ぷよぷよ』の開発に参加していた人物であり、ポリゴンを用いて人間を表現したいという考えから、1993年2月26日にユークスを設立した。
その後、『テトリス』の開発スタッフである原典史が谷口に共感し、ユークスに合流した。こうして、ポリゴンを用いた初のプロレスゲーム『新日本プロレスリング闘魂烈伝』（PlayStation）が誕生した。
その後、ユークスはTHQの『エキサイティングプロレス』のローカライズに携わるようになった。かつて、テレビ朝日で放送されていたド・ナイトという番組で谷口が出演した際、エキサイティングプロレスに関する費用はローカライズのみであり、THQへロイヤリティを払わなくて良く、日本での売り上げは全てユークスのものという契約をしていることが明らかとなっている。
2005年に新日本プロレスを子会社化。その影響で、PlayStation 2版レッスルキングダムよりプロレスリング・ノアに関するすべての版権を使用することが出来なくなった。
プロレス以外には、モータースポーツにも積極的に関わり、全日本プロドリフト選手権（通称・D1グランプリ）にチームユークス（通称・チームオレンジ）としてスバル・インプレッサを3台参戦させ、PS2向け公式ゲームも発売している。さらには谷口社長が自らハンドルを握りアルテッツァレースや鈴鹿クラブマンレース、スーパー耐久などにも参戦し、優勝経験もある。
経営再建を進める子会社・新日本プロレスが全日本プロレスと協力し1年振りに開催する東京ドーム大会（2007年1月4日）の大会名を同社のソフト名から取り、「レッスルキングダム」とした。
なお、子会社化した新日本プロレスに対して役員を送り込む他、3月だった決算期も当社と統一し1月とした。当初より不明朗な流れのあった資金・財務面および、ドーム興行やアントニオ猪木提唱のバングラデシュ興行等の採算性に問題があった興行面を中心に見直しを進めたものの、2007年1月期は同社を含むグループ連結で601百万円の赤字（単体では518百万円）となった。
2011年1月期決算では子会社化後初の営業黒字を達成した。
2012年1月31日付で新日本プロレスの全株式を、ブシロードグループの持株会社だったブシロードグループパブリッシングに譲渡し、経営から撤退した。
プロレス以外の作品の開発や開発協力としてもかかわっている。たとえば、バンダイナムコアミューズメントによるキャラクタープロジェクト「ポラポリポスポ」では、自社開発のリアルタイムレンダリングエンジン「ALiS ZERO」を提供する形で携わっている。
2025年8月4日、取締役会においてポールトゥウィンホールディングスが保有するアクアプラスの全株式を取得し、子会社化することを決議。本件株式取得に伴いアクアプラスの子会社であるフィックスレコードも子会社となる。株式譲渡実行予定日は2025年8月29日。

## 沿革
- 1993年 - ユークス有限会社設立。
- 1996年 - 株式会社ユークスに組織変更。
- 1998年 - 株式額面変更のため、株式会社ユークスと合併。
- 1999年 - ネットワーク業務部門を分離、株式会社ファイン設立。
- 2000年 - 米国大手ゲームメーカーTHQ Inc.と業務・資本両面で提携。
- 2001年 - 大阪証券取引所ナスダックジャパン（後のヘラクレス）に株式を上場。
- 2004年
  - 新日本プロレスの独占ゲーム化権を取得、デジタルコンテンツ事業で業務提携。
  - 全日本プロレスと映像コンテンツ部門で業務提携を締結。
- 2005年
  - WWEのPPVビデオの販売終了。
  - 11月 - アントニオ猪木（猪木寛至）から、新日本プロレスリング株式会社の株式の51.5%を取得、同社を子会社化（後に完全子会社化）。
- 2006年 - プロレスリング・ノアに関するすべての版権の使用を禁止される。
- 2008年 - 	株式会社GAO（休眠会社）を、株式会社トライファーストに社名変更し、本店住所を大阪府堺市から東京都港区新橋へ移転。新ブランドにて企業活動を開始。（2010年1月にて清算結了。）
- 2009年9月 - 米国カリフォルニア州に現地法人 YUKE'S LA Inc.を設立。（2023年1月清算結了）
- 2011年 - 新日本プロレス買収後、初の営業黒字を達成。
- 2012年1月 - 新日本プロレスの全株式をブシロードグループパブリッシングに譲渡。
- 2013年7月 - 東京証券取引所と大阪証券取引所の現物市場の統合に伴い、東京証券取引所JASDAQ（スタンダード）に株式を上場。
- 2016年11月 - 資本金1000万円でユークスミュージック株式会社を設立。
- 2022年4月 - 東京証券取引所の市場区分見直しに伴い、東京証券取引所スタンダード市場に移行。
- 2025年8月 - ポールトゥウィンホールディングスが保有するアクアプラスの全株式を取得し子会社化。本件株式取得に伴いアクアプラスの子会社であるフィックスレコードも子会社とする[5]。

## ゲームタイトル
| 発売日         | 作品名                                                    | 発売元                                 | 対応機種                                                      | 備考                        |
| -------------- | --------------------------------------------------------- | -------------------------------------- | ------------------------------------------------------------- | --------------------------- |
| 1995年9月29日  | ハーミィホッパーヘッド スクラップパニック                 | ソニー・コンピュータエンタテインメント | PlayStation                                                   |                             |
| 1995年9月29日  | 新日本プロレスリング 闘魂烈伝                             | トミー                                 | PlayStation                                                   |                             |
| 1996年12月20日 | 新日本プロレスリング 闘魂烈伝2                            | トミー                                 | PlayStation                                                   |                             |
| 1997年12月19日 | ウッチャンナンチャンの炎のチャレンジャー 電流イライラ棒   | ハドソン                               | NINTENDO 64                                                   |                             |
| 1997年12月21日 | 新日本プロレスリング 闘魂烈伝3 アーケードエディション     | ナムコ                                 | アーケード                                                    |                             |
| 1998年1月4日   | 新日本プロレスリング 闘魂炎導 BRAVE SPIRITS               | ハドソン                               | NINTENDO64                                                    |                             |
| 1998年3月26日  | 新日本プロレスリング 闘魂烈伝3                            | トミー                                 | PlayStation                                                   |                             |
| 1998年5月8日   | 双界儀                                                    | スクウェア                             | PlayStation                                                   |                             |
| 1998年12月26日 | 新日本プロレスリング 闘魂炎導2                            | ハドソン                               | NINTENDO64                                                    |                             |
| 1999年1月14日  | 封神領域エルツヴァーユ                                    | ユークス                               | PlayStation                                                   |                             |
| 1999年5月28日  | ラストレジオンUX                                          | ハドソン                               | NINTENDO64                                                    |                             |
| 1999年9月2日   | 新日本プロレスリング 闘魂烈伝4                            | トミー                                 | ドリームキャスト                                              |                             |
| 1999年12月9日  | SIMPLE1500シリーズ THE プロレス                           | ディースリー・パブリッシャー           | PlayStation                                                   |                             |
| 1999年12月16日 | ベルセルク -千年帝国の鷹篇 喪失花の章-                    | アスキー                               | ドリームキャスト                                              |                             |
| 2000年8月3日   | エキサイティングプロレス                                  | ユークス                               | PlayStation                                                   |                             |
| 2000年12月1日  | ROYAL RUMBLE                                              | セガ・オブ・アメリカ                   | アーケード                                                    |                             |
| 2000年12月14日 | SIMPLE1500シリーズ THE プロレス 2                         | ディースリー・パブリッシャー           | PlayStation                                                   |                             |
| 2001年4月26日  | ROYAL RUMBLE                                              | ユークス                               | ドリームキャスト                                              |                             |
| 2001年1月25日  | エキサイティングプロレス2                                 | ユークス                               | PlayStation                                                   |                             |
| 2002年1月24日  | エキサイティングプロレス3                                 | ユークス                               | PlayStation 2                                                 |                             |
| 2002年3月28日  | SIMPLE2000シリーズ Ultimate エディット・レーシング        | ディースリー・パブリッシャー           | PlayStation 2                                                 |                             |
| 2002年5月23日  | E.O.E ～崩壊の前夜～                                      | アイドス・インタラクティブ             | PlayStation 2                                                 |                             |
| 2002年9月6日   | WRESTLEMANIA X8                                           | ユークス                               | ニンテンドー ゲームキューブ                                   |                             |
| 2003年2月6日   | エキサイティングプロレス4                                 | ユークス                               | PlayStation 2                                                 |                             |
| 2003年11月7日  | WRESTLEMANIA XIX                                          | ユークス                               | ニンテンドーゲームキューブ                                    |                             |
| 2003年12月6日  | ファインディング・ニモ                                    | ユークス                               | ニンテンドーゲームキューブ                                    | 開発：Traveller's Tales     |
| 2004年1月29日  | エキサイティングプロレス5                                 | ユークス                               | PlayStation 2                                                 |                             |
| 2004年4月28日  | ホーンテッドマンション (ゲーム)                           | ユークス                               | PlayStation 2                                                 | 開発：High Voltage Software |
| 2004年5月6日   | オンラインプロレスリング                                  | ユークス                               | PlayStation 2                                                 |                             |
| 2004年8月12日  | アクアキッズ                                              | ユークス                               | PlayStation 2                                                 |                             |
| 2004年10月7日  | ベルセルク -千年帝国の鷹篇 聖魔戦記の章-                  | サミー                                 | PlayStation 2                                                 |                             |
| 2004年11月19日 | ディズニー・ピクサーのファインディング・ニモ 新たなる冒険 | ユークス                               | ゲームボーイアドバンス                                        | 開発：Vicarious Visions     |
| 2005年1月13日  | WWE DAY OF RECKONING                                      | ユークス                               | ニンテンドーゲームキューブ                                    |                             |
| 2005年2月3日   | エキサイティングプロレス6                                 | ユークス                               | PlayStation 2                                                 |                             |
| 2005年2月17日  | D1グランプリ                                              | ユークス                               | PlayStation 2                                                 |                             |
| 2005年2月17日  | ランブルローズ                                            | コナミ                                 | PlayStation 2                                                 |                             |
| 2005年8月29日  | WWE Day of Reckoning 2                                    | THQ                                    | ニンテンドーゲームキューブ                                    |                             |
| 2005年10月20日 | D1グランプリ 2005                                         | ユークス                               | PlayStation 2                                                 |                             |
| 2006年1月19日  | レッスルキングダム                                        | ユークス                               | Xbox 360                                                      |                             |
| 2006年2月2日   | エキサイティングプロレス7                                 | ユークス                               | PlayStation 2、PlayStation Portable                           |                             |
| 2006年4月27日  | THE DOG HAPPY LIFE ～幸せワンコ生活第1弾～                | ユークス                               | PlayStation Portable                                          |                             |
| 2006年7月20日  | レッスルキングダム                                        | ユークス                               | PlayStation 2                                                 |                             |
| 2007年1月25日  | WWE 2007 SmackDown vs Raw                                 | THQ                                    | Xbox 360、PlayStation 2、PlayStation Portable                 |                             |
| 2007年4月26日  | THE DOG ISLAND ひとつの花の物語                           | ユークス                               | Wii、PlayStation 2                                            |                             |
| 2007年5月10日  | レッスルキングダム2 プロレスリング世界大戦                | ユークス                               | PlayStation 2                                                 |                             |
| 2007年9月28日  | Go!Sports SKI                                             | ソニー・コンピュータエンタテインメント | PlayStation 3                                                 |                             |
| 2007年11月15日 | 装甲騎兵ボトムズ                                          | バンダイナムコゲームス                 | PlayStation 2                                                 |                             |
| 2007年11月15日 | ハメコミ LUCKY PUZZLE DS                                  | ユークス                               | ニンテンドーDS                                                |                             |
| 2008年2月14日  | WWE 2008 SmackDown vs Raw                                 | THQ                                    | Xbox 360、PlayStation 3、Wii、PlayStation 2                   |                             |
| 2008年7月17日  | Double D Dodgeball                                        | YUKE'S Company of America              | Xbox 360                                                      |                             |
| 2008年10月16日 | 機動戦士ガンダム00 ガンダムマイスターズ                   | バンダイナムコゲームス                 | PlayStation 2                                                 |                             |
| 2009年1月22日  | WWE SmackDown vs. Raw 2009                                | THQ                                    | PlayStation 3                                                 |                             |
| 2009年7月9日   | WWE レジェンズ・オブ・レッスルマニア                      | THQ                                    | Xbox 360、PlayStation 3                                       |                             |
| 2009年10月15日 | UFC 2009 Undisputed                                       | ユークス                               | Xbox 360、PlayStation 3                                       |                             |
| 2010年1月28日  | WWE SmackDown vs. Raw 2010                                | THQ                                    | Xbox 360、PlayStation 3                                       |                             |
| 2010年9月9日   | UFC Undisputed 2010                                       | ユークス                               | Xbox 360、PlayStation 3                                       |                             |
| 2011年2月3日   | WWE SmackDown vs. Raw 2011                                | ユークス                               | Xbox 360、PlayStation 3                                       |                             |
| 2011年10月1日  | リアル・スティール                                        | ユークス                               | Xbox 360、PlayStation 3                                       |                             |
| 2012年1月26日  | WWE '12                                                   | THQ                                    | Xbox 360、PlayStation 3、Wii                                  |                             |
| 2012年3月1日   | UFC Undisputed 3                                          | コナミデジタルエンタテインメント       | Xbox 360、PlayStation 3                                       |                             |
| 2012年10月30日 | WWE '13                                                   | THQ                                    | Xbox 360、PlayStation 3、Wii                                  |                             |
| 2013年7月12日  | パシフィック・リム (ゲーム)                               | ユークス                               | Xbox 360、PlayStation 3                                       |                             |
| 2013年10月30日 | WWE 2K14                                                  | 2K Games                               | Xbox 360、PlayStation 3                                       |                             |
| 2014年11月18日 | WWE 2K14                                                  | 2K Games                               | PlayStation 4、Xbox One、Xbox 360、PlayStation 3              |                             |
| 2015年10月27日 | WWE 2K16                                                  | 2K Games                               | PlayStation 4、Xbox One、Xbox 360、PlayStation 3              |                             |
| 2016年10月11日 | WWE 2K16                                                  | 2K Games                               | PlayStation 4、Xbox One、Xbox 360、PlayStation 3              |                             |
| 2017年10月17日 | WWE 2K18                                                  | 2K Games                               | PlayStation 4、Xbox One、PC、Nintendo Switch                  |                             |
| 2018年10月9日  | WWE 2K19                                                  | 2K Games                               | PlayStation 4、Xbox One                                       |                             |
| 2019年4月11日  | EARTH DEFENSE FORCE: IRON RAIN                            | ディースリー・パブリッシャー           | PlayStation 4、Steam                                          |                             |
| 2020年12月24日 | デジボク地球防衛軍                                        | ディースリー・パブリッシャー           | Nintendo Switch、PlayStation 4、Steam                         |                             |
| 2023年6月26日  | オールエリートレスリングファイトフォーエバー              | THQ Nordic                             | PlayStation 5, 4, Xbox One, XS, Nintendo Switch、Steam        |                             |
| 2024年5月23日  | デジボク地球防衛軍2                                       | ディースリー・パブリッシャー           | Nintendo Switch、PlayStation 5 , 4 , Steam , Epic Games Store |                             |
| 2025年10月23日 | ゼンシンマシンガール                                      | ディースリー・パブリッシャー           | Nintendo Switch 2、PlayStation 5 , Steam , Epic Games Store   |                             |

## その他の製品
- AR performers（プロデュース・システム開発）

### DVD
- 新日TOUKON DVDシリーズ
- 全日DVDシリーズ
- WWE-DVDシリーズ - 契約終了

### 漫画
- ロリクラ☆ほーるど!